# معاهدة عدم الاعتداء السوفيتية الصينية
معاهدة عدم الاعتداء السوفيتية الصينية (بالصينية التقليدية: 中蘇互不侵犯條約; بالصينية المبسطة: 中苏互不侵犯条约) كانت معاهدة عدم اعتداء وقعت في نانجينغ في 21 أغسطس 1937 بين جمهورية الصين والاتحاد السوفيتي خلال الحرب الصينية اليابانية الثانية. دخل الاتفاق حيز التنفيذ في نفس يوم التوقيع وسجل في سلسلة معاهدات عصبة الأمم في 8 سبتمبر 1937.

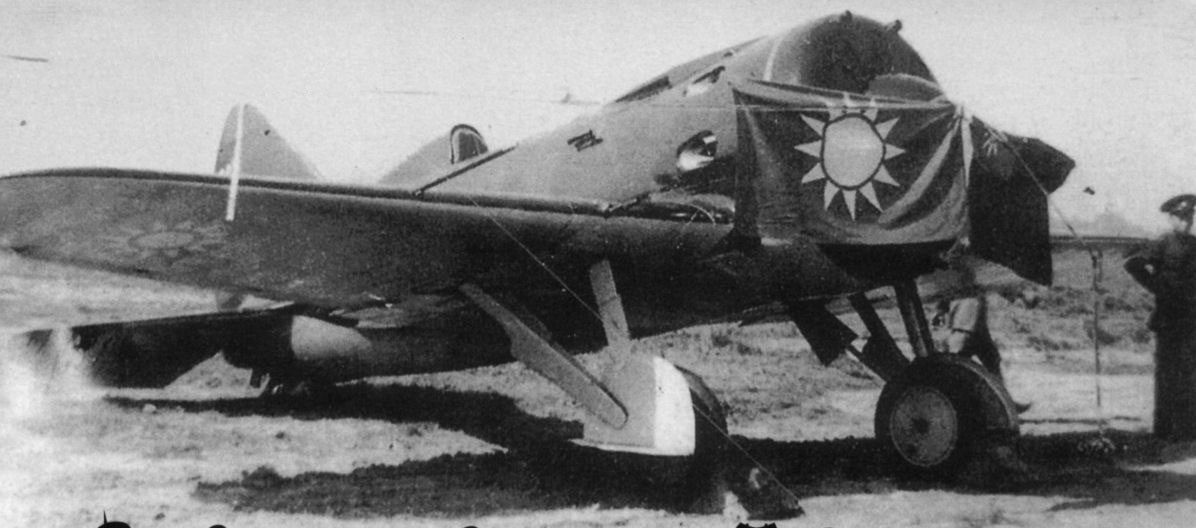
بوليكاربوف آي-16 مع الشعار الصيني، الطائرة المقاتلة الرئيسية التي تستخدمها القوات الجوية لجمهورية الصين والمتطوعون السوفييت

## التأثيرات
في البداية، أدى الاتفاق إلى تحسين العلاقات بين حكومة الكومينتانغ، بقيادة تشيانج كاي شيك، والاتحاد السوفييتي. بعد توقيع الاتفاقية، بدأ السوفييت في إرسال الطائرات إلى الحكومة الوطنية الصينية في عملية زت، بالإضافة إلى المساعدات الاقتصادية، للمساعدة في صد الغزو الياباني. كان تشيانج يأمل أن يكون هذا بمثابة مقدمة للتدخل السوفييتي في الحرب، ولكن مع مرور الوقت، سرعان ما أدرك أن الاتحاد السوفييتي كان مقيدًا في المساعدات التي يمكنه تقديمها لتجنب إزعاج التحالف الضمني مع المملكة المتحدة وفرنسا، وفي وقت لاحق الولايات المتحدة، والتي كانت جميعها لصالح الصين في الحرب ولكنها دعمت اليابان ضد السوفييت لإضعاف الأخيرتين.
كما سمحت المعاهدة للسوفييت بتركيز انتباههم بشكل أكبر على الغرب، حيث كانت ألمانيا النازية تستعد لما بدا أنه حرب مع السوفييت، وخاصة بعد توقيع ميثاق الحياد السوفييتي الياباني. وقد ساهم ذلك في تدهور العلاقات بين الصين وألمانيا، التي شهدت بالفعل نهاية المساعدات العسكرية الألمانية للصين.

## خرق الاتحاد السوفييتي
ومن عجيب المفارقات أنه في عام 1937، وبينما كان يجري توقيع الاتفاق، انتهك السوفييت الاتفاق قبل وبعد التوقيع من خلال شن حرب شينجيانج (1937) من أغسطس/آب إلى أكتوبر/تشرين الأول.
كان الجيش السوفييتي يساعد الحاكم العميل شنغ شيكاي في شينجيانغ. قاد الجنرال المسلم ما هو شان الفرقة 36 (الجيش الوطني الثوري) لمقاومة الغزو.
قبل الغزو، كان ما هو شان قد تواصل مع تشيانج كاي شيك وأخبر بيتر فليمنج أن تشيانج سيرسل المساعدة لمحاربة السوفييت. ومع ذلك، أدى اندلاع الحرب ضد اليابان إلى اضطرار ما إلى مواجهة الغزو السوفييتي بمفرده. وعلى الرغم من مقاومة قوات ما وقتلها للجنود السوفييت، إلا أنها استسلمت في نهاية المطاف للقصف السوفييتي بغاز الخردل، ففر إلى الهند، حيث استقل باخرة عائداً إلى الصين.
وبعد ذلك دعا شينغ شيكاي القوات السوفيتية للتمركز في توربان، المجاورة مباشرة لمقاطعة قانسو.
كانت حكومة جمهورية الصين على علم تام بالغزو السوفييتي لمقاطعة شينجيانغ وبالقوات السوفييتية التي تتحرك حول شينجيانغ وقانسو، ولكنها اضطرت إلى إخفاء المناورات أمام الجمهور باعتبارها "دعاية يابانية" لتجنب وقوع حادث دولي وللاستمرار في الإمدادات العسكرية من السوفييت. 
وردت الحكومة الصينية بتحركات عسكرية خاصة بها. ثم سيطر الجنرال المسلم ما بوكينغ على ممر قانسو تقريبًا.  وقد حارب ضد اليابانيين في وقت سابق، ولكن بما أن التهديد السوفييتي كان كبيرا، فقد اتخذ تشيانج بعض الترتيبات فيما يتعلق بموقف ما. في يوليو 1942، أصدر تشيانج تعليماته إلى ما بنقل 30 ألف جندي إلى مستنقع تسايدام في حوض تشايدام في تشينغهاي.  عيّن تشيانغ مفوض استصلاح الأراضي ما، لتهديد الجناح الجنوبي لشينغ شيكاي في شينجيانغ، والذي يحد تسايدام.
بعد أن أخلى ما مواقعه في قانسو، غمرت قوات الكومينتانغ من وسط الصين المنطقة وتسللت إلى شينجيانغ المحتلة من قبل السوفييت، واستعادتها تدريجياً، وأجبرت شينغ شيكاي على الانفصال عن السوفييت.
اندلعت ثورة إيلي في شينجيانغ عندما قُتل ضابط مسلم من حزب الكومينتانغ، ليو بين دي، أثناء قتاله ضد المتمردين الأويغور الأتراك في نوفمبر 1944. دعم السوفييت المتمردين الأتراك ضد الكومينتانغ، وقامت قوات الكومينتانغ بالرد.
أمرت حكومة الكومينتانغ ما بوفانغ عدة مرات بإرسال قواته إلى شينجيانغ لتخويف شنغ شيكاي. وقد ساعد ذلك في توفير الحماية للمستوطنين الصينيين في شينجيانغ.  تم إرسال ما بوفانغ مع سلاح الفرسان إلى أورومتشي من قبل الكومينتانغ في عام 1945 أثناء تمرد إيلي لحمايتها من جيش الأويغور من هي (إيلي الآن).    

## قراءة إضافية
- لو، ألفريد د. النزاع الصيني السوفييتي: تحليل للجدل . ماديسون، جيرسي: مطبعة FDU، 1976.
- لي، تشونغ سيك. النضال الثوري في منشوريا: الشيوعية الصينية والمصالح السوفييتية، 1922 – 1945 . بيركلي: مطبعة جامعة كاليفورنيا، 1983.
- لورانس، آلان. الصين منذ عام 1919: الثورة والإصلاح، مرجع . نيويورك: روتليدج، 2004.
- جارفر، جون دبليو. "سعي تشيانج كاي شيك إلى دخول الاتحاد السوفييتي في الحرب الصينية اليابانية". مجلة العلوم السياسية الفصلية 102، العدد 102 (1987): – .

## روابط خارجية
- نص المعاهدة